# Iuri Tauan
Iuri Tauan (Parnamirim, 30 de Maio de 2003) é um atleta de bocha brasileiro.

## Biografia
Iuri começou na bocha por convite de um professor na época em que fazia natação. Iuri estreou Paralimpíadas Escolares do CPB, participando das competições de 2015 a 2019. 
Em 2024 o atleta foi convocado para participar dos Jogos Paralímpicos de Verão de 2024 sediado em Paris.

## Medalhas
| Medalha | Modalidade      | Competição                                |
| ------- | --------------- | ----------------------------------------- |
| Ouro    | Equipes BC1/BC2 | Jogos Parapan-Americanos de Santiago 2023 |
| Bronze  | Equipes         | Copa do Mundo no Rio de Janeiro 2022      |
| Ouro    | Equipes         | Copa América de 2021                      |
| Bronze  | Individual      | Copa América de 2021                      |
| Prata   | N/A             | Copa do Mundo em Portugal 2022            |
| Bronze  | N/A             | Challenger de Roma 2022                   |